# (5190) Fry
(5190) Fry es un asteroide perteneciente al cinturón de asteroides, descubierto el 16 de octubre de 1990 por Seiji Ueda y el astrónomo Hiroshi Kaneda desde el Kushiro Marsh Observatory, Hokkaido, Japón.

## Designación y nombre
Designado provisionalmente como 1990 UR2. Fue nombrado Fry en honor al escritor inglés Stephen Fry, que también es actor, comediante, presentador de televisión y activista. Estudió literatura Inglesa en la Universidad de Cambridge. También es el director del programa concurso en clave de comedia QI desde sus inicios en el año 2003.

## Características orbitales
Fry está situado a una distancia media del Sol de 3,144 ua, pudiendo alejarse hasta 3,800 ua y acercarse hasta 2,489 ua. Su excentricidad es 0,208 y la inclinación orbital 14,09 grados. Emplea 2036,89 días en completar una órbita alrededor del Sol.
Los próximos acercamientos a la órbita de Júpiter se producirán el 11 de abril de 2045, el 20 de enero de 2056 y el 24 de diciembre de 2140.

## Características físicas
La magnitud absoluta de Fry es 12. Tiene 15 km de diámetro y su albedo se estima en 0,143.